# Olas blancas
"Olas blancas" (título original en inglés: "Whitecaps") es el quincuagésimo segundo episodio de la serie de HBO Los Soprano, el decimotercero y último episodio de la cuarta temporada de la serie. Fue escrito por David Chase, Robin Green y Mitchell Burgess, dirigido por John Patterson y estrenado el 8 de diciembre de 2002 en Estados Unidos, congregando a una audiencia total de 12,5 millones de telespectadores.

## Protagonistas
- James Gandolfini como Tony Soprano.
- Lorraine Bracco como Jennifer Melfi.
- Edie Falco como Carmela Soprano.
- Michael Imperioli como Christopher Moltisanti.
- Dominic Chianese como Corrado Soprano, Jr.
- Steven Van Zandt como Silvio Dante.
- Tony Sirico como Paulie Gualtieri.
- Robert Iler como A.J. Soprano
- Jamie-Lynn Sigler como Meadow Soprano.
- Aida Turturro como Janice Soprano.
- Drea de Matteo como Adriana La Cerva.
- Steve Schirripa como Bobby Baccalieri.
- Vince Curatola como Johnny Sack.
- John Ventimiglia como Artie Bucco.

### Otros protagonistas
| - Ray Abruzzo como Little Carmine Lupertazzi. - Tom Aldredge como Hugh DeAngelis. - Bruce Altman como Alan Sapinsly. - Sharon Angela como Rosalie Aprile. - Fran Anthony como Dot. - Randy N. Barbee como Whitney R. Runions - Anna Berger como Cookie Cirillo. - Denise Borino como Ginny 'Sack' Sacramoni. - Diana Brownstone como amiga. - Carl Capotorto como Little Paulie Germani. - Max Casella como Benny Fazio. - Dan Castleman como fiscal. - Curtiss Cook como Credenso Curtis. - Cynthia Darlow como Virginia Lupo. - Tony Darrow como Larry Boy Barese. - Matthew Del Negro como Brian Cammarata. - Frances Ensemplare como Nucci Gualtieri. - Robert Funaro como Eugene Pontecorvo. - Joseph R. Gannascoli como Vito Spatafore. - Humberto Gettys como comisario. - Jerry Grayson como Marty Schwartz. - Dan Grimaldi como Patsy Parisi. | - Rosemarie Hue como acusador público. - Kevin Interdonato como Dogsy. - Will Janowitz como Finn DeTrolio. - Alla Kliouka Schaffer como Svetlana Kirilenko. - Oksana Lada como Irina Peltsin. - Liz Larsen como Trish Reingold-Sapinsly. - Tony Lip como Carmine Lupertazzi. - Emanuel Loarca como repartidor. - Robert LuPone como dr. Bruce Cusamano. - Bruce MacVittie como Danny Scalercio. - Jeffrey M. Marchetti como Petey. - Evan Neumann como Colin McDermott. - Frank Pando como agent Frank Grasso. - Richard Portnow como abogado Hal Melvoin. - Joe Pucillo como Beppy Scerbo. - Julie Ross como secretario del Tribunal. - Matt Servitto como agente Dwight Harris. - George Spaventa como V.I. Trifunovitch - Universal como Stanley Johnson. - Karen Young como agente Robyn Sanseverino. - Richard Zhuravenko como hijo del director. |

## Resumen del episodio

### Christopher sale de rehabilitación
Tony recibe una llamada de Patsy Parisi, que le informa que está viendo a Adriana con Christopher, que acaba de salir de la clínica de rehabilitación. Además Parisi observa que los agentes del FBI Harris y Grasso están también observando la escena. Más tarde Adriana continúa reuniéndose con la agente Sanseverino, que le pregunta por Christopher, sus planes de boda y por el paradero de Ralph Cifaretto.

### Casa en la costa
Carmela, por su parte, se encuentra enferma y Tony la acompaña a la consulta del doctor Cusamano, quien concluye que Carmela no tiene lupus, aunque es probable que padezca mononucleosis. El doctor prosigue con un análisis psíquico y pregunta a Carmela por su "nivel emocional", si ha sufrido cambios repentinos en su vida. Carmela, por supuesto, no dice nada de su depresión por la marcha de Furio Giunta. Tras salir de la consulta, Tony lleva a Carmela al paseo marítimo de Jersey para visitar Whitecaps, la casa que Tony está pensando en comprar. Allí se encuentran con Hugh, el padre de Carmela, y Virginia Lupo, una agente de bienes raíces de RE/MAX. Carmela queda encantada con la casa, pero cree que es algo que no se pueden permitir en ese momento debido a los problemas que está experimentando la familia con las obras del paseo marítimo y la familia Lupertazzi.
En la cama, Carmela alienta a Tony a que compre Whitecaps como una inversión. Al día siguiente, Tony y Christopher visitan Whitecaps y Tony se reúne el propietario, Alan Sapinsly, un abogado. Cuando Tony ofrece dinero en efectivo, Sapinsly llama el Dr. Kim, el comprador actual, y negocia su salida de su contrato con la promesa de devolución completa del depósito. Inmediátamente, Tony y su familia van a visitar la casa, y dice a sus hijos que la casa será su herencia. En la playa, Tony y Carmela viven su último momento romántico antes del colapso de su matrimonio, cuando la pareja se funde en un abrazo de amor con Carmela asegurando: "Anthony Soprano, estás lleno de sorpresas".
Sin embargo, cuando Tony y Carmela deciden separarse (véase más adelante), Tony quiere abandonar la operación. Sapinsly dice a Tony que le va a dejar salir de la venta, pero no podrá devolver el depósito de $200.000, por ser parte del contrato. Ante esto, Tony hace que Benny y Paulie Poco pongan los altavoces de la habitación de cine de casa de Tony en su barco y lo sitúe frente a la casa de los Sapinsly durante un almuerzo de éstos con unos amigos, que observan atónitos como desde el barco suena a todo volumen un concierto de Dean Martin en Las Vegas. Este hecho se repite al final del episodio, con el matrimonio Sapinsly sentados en el jardín de madrugada, visiblemente desesperados por la situación. La mujer suplica a Alan Sapinsly que le devuelva el depósito a Tony y que acabe con ese situación. Esta vez, Alan evita discutir con su esposa en señal de que le devolverá el depósito a Tony.

## Fallecidos
- Credenzo Curtis y Stanley Johnson: disparados a bocajarro por Benny Fazio y Petey LaRosa en Meadowlands por orden de Christopher para asegurarse de que nadie sabrá el intento de conspiración y asesinato contra Carmine.

## Otra información del episodio
- El título original del episodio, "Whitecaps", es el nombre de la casa que Tony planea comprar para la familia.
- El episodio es el más largo de toda la serie, con 75 minutos de duración.
- Irina Peltsin, la amante kazaja de Tony, hace en su última aparición en la serie en este episodio.

## Acogida
El episodio es uno de los más aplaudidos por la crítica. La revista Entertainment Weekly lo situó como el tercer mejor capítulo de su lista de los diez mejores de Los Soprano. Por su parte, Time lo situó en cuarta posición.
James Gandolfini ganó su tercer premio Emmy a la mejor actuación por su actuación en este episodio y Edie Falco hizo lo propio en la categoría de actriz. Esto fue la culminación de lo que se consideraba la mejor temporada de Falco en Los Soprano. Por su papel en Carmela también ganó un premio Globo de Oro a la mejor actriz en una serie dramática, el premio del Sindicato de Actores a la misma categoría y fue la primera y única mujer en hacerse con el premio Television Critics Association a la mejor actuación dramática individual.
John Patterson ganó el premio del Sindicato de directores de Estados Unidos a la mejor dirección en una serie dramática por su trabajo en "Olas blancas". Los guionistas del capítulo David Chase, Robin Green y Mitchell Burgess ganaron el premio Emmy a mejor guion en una serie dramática por su trabajo en este episodio.

## Música
- La canción que suena en la parte final del episodio y en los créditos finales es "I Love Paris (Vegas)" de Dean Martin, a la que sigue la pieza instrumental "I Have Dreamed" del musical de Rodgers & Hammerstein The King and I e interpretada por Fantastic Strings.[5]
- "Layla" de Derek and the Dominos suena en el Suburban de Tony cuando llega a casa y Carmela está arrojando sus palos de golf y su ropa a la calle.[5]